# چوپا
شهر چوپا (به آلمانی: Zschopau) در ایالت زاکسن در کشور آلمان واقع شده‌است. این شهر به خاطر صنعت ساخت موتورسیکلت آن یعنی دو شرکت MZ و DKW مشهور است.